# Тірренсько-Адріатичні склерофільні та мішані ліси
Тірренсько-Адріатичні склерофільні та мішані ліси (ідентифікатор WWF: PA1222) — палеарктичний екорегіон середземноморських лісів та чагарників, розташований в Південній Європі, на півдні Апеннінського півострова та на островах Середземного моря.

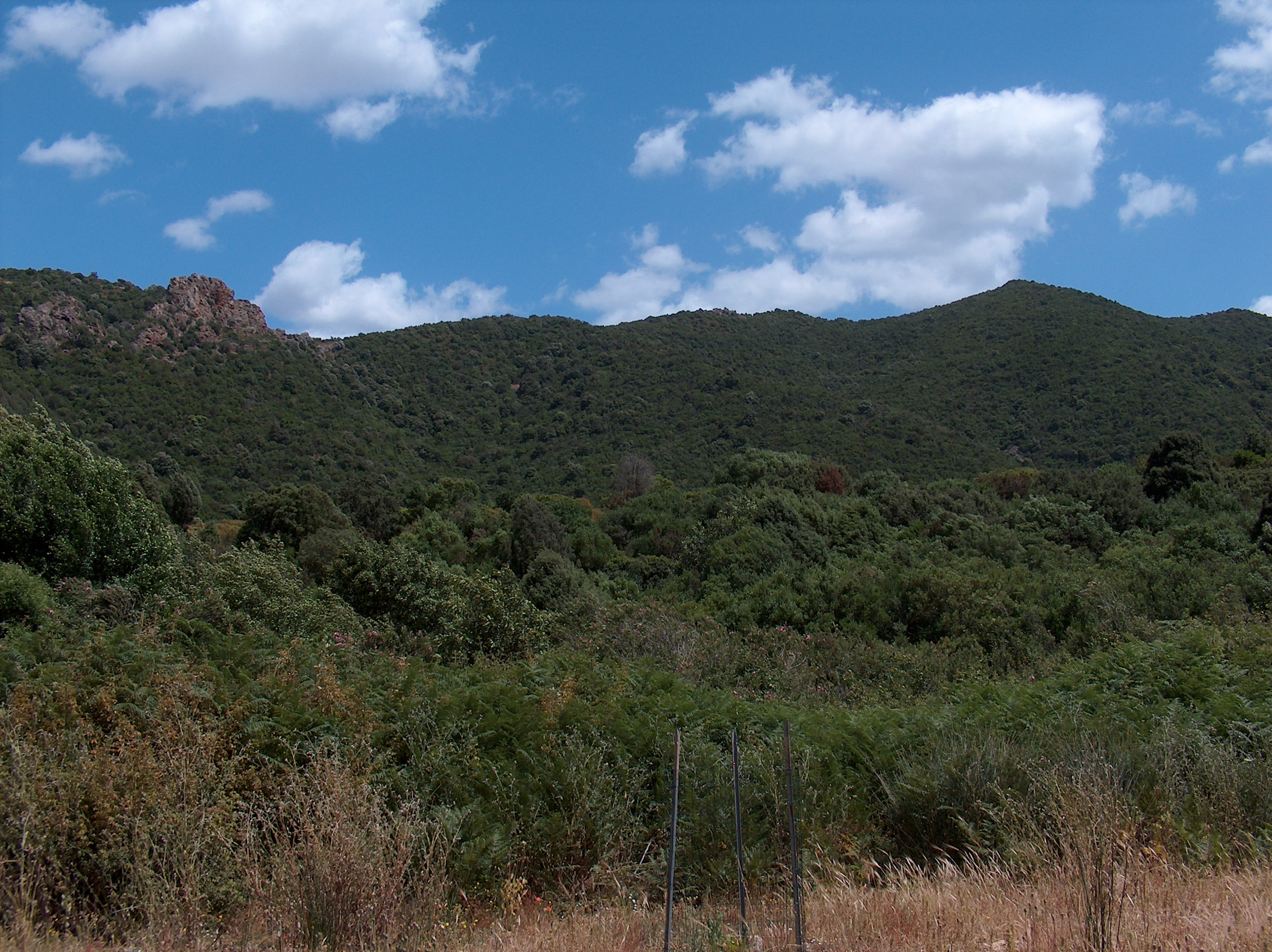
Схили гори Монте-Аркосу, Сардинія

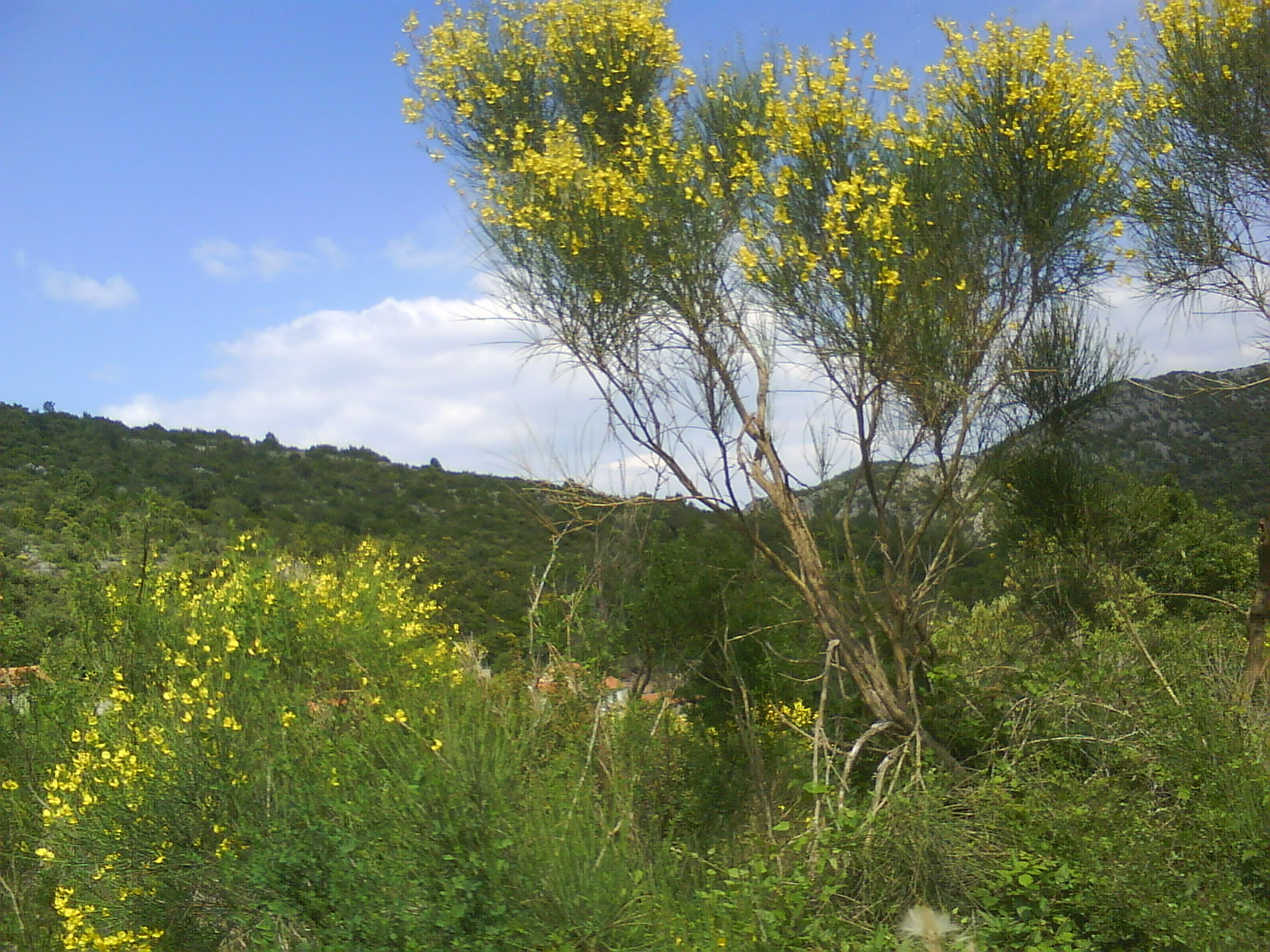
Місцевість поблизу села Горня Вручиця, Далмація

## Географія
Екорегіон тірренсько-адріатичних склерофільних та мішаних лісів охоплює прибережні низовини Південної Італії, Сицилії і Корсики, а також Сардинію, острови Далмації та Мальтійського архіпелагу. З геологічної точки зору можна виділити три основні геологічні системи. На Корсиці і Сардинії переважають палеозойські осадові породи — граніти, сланці, слюдяні сланці, діорити і гнейси. Вулканічні породи сформували регіон навколо активного вулкану Везувій в Кампанії та підніжжя Етни на Сицилії. Мезозойські осадові породи, зокрема вапняки, мергелі та пісковики, формують південну частину Апеннінського півострова, Сицилію, Мальту та острови Далмації.
Екорегіон не включає в себе гірські райони Південної Італії та Сицилії, де натомість поширені мішані гірські ліси Південних Апеннін. Гірські райони Корсики також виділяють у окремий регіон корсиканських гірських широколистяних та мішаних лісів. На північ від екорегіону, в низовинах Центральної Італії, поширені італійські склерофільні та напівлистопадні ліси, а на схід від нього, у континентальній частині Хорватії — іллірійські листопадні ліси.

## Клімат
В межах екорегіону панує середземноморський клімат, який характеризується дуже спекотним і сухим літом та відносно м'якою і більш-менш дощовою зимою. Середньорічна температура становить близько 10-17 °C, а середні температури найхолодніших місяців — близько 5-10 °C. Річна кількість опадів коливається від 400 до 1200 мм.

## Флора
В межах екорегіону виділяють шість основних рослинних угрупованнь.
В тірренських мішаних дубових лісах переважають склерофільні вічнозелені породи дубів — кам'яні дуби (Quercus ilex), коркові дуби (Quercus suber) та кермесові дуби (Quercus coccifera), а також листопадні дерева — пухнасті дуби (Quercus pubescens), бурґундські дуби (Quercus cerris), білоцвітні ясени (Fraxinus ornus), звичайні хмелеграби (Ostrya carpinifolia) та південні каркаси (Celtis australis).
По всьому екорегіону поширені чагарникові зарості маквісу. Домінуючими видами в них є європейські маслини (Olea europaea), ріжкові дерева (Ceratonia siliqua), благородні лаври (Laurus nobilis), сірі суничники (Arbutus unedo), терпентинні дерева (Pistacia terebinthus), мастикові дерева (Pistacia lentiscus), звичайний мирт (Myrtus communis), деревоподібна еріка (Erica arborea) та звичайні олеандри (Nerium oleander). На узбережжі Тірренського моря також ростуть фінікійські яловці (Juniperus phoenicea), віничні еріки (Erica scoparia) та низькі карликові пальми (Chamaerops humilis), а на островах Далмації в Адріатичному морі — червоні суничники (Arbutus andrachne), червоні яловці (Juniperus oxycedrus) та великоплодні яловці (Juniperus macrocarpa). Ці дерева і чагарники часто зустрічаються в підліску вічнозелених склерофільних і соснових лісів. На сухих південних схилах поблизу узбережжя зустрічаються низькі чагарникові зарості, відомі як гарига.
В деяких прибережних заболочених місцевостях Південної Італії та Корсики зустрічаються реліктові гігрофільні дубові рідколісся, основу яких складають звичайні дуби (Quercus robur). На деяких прибережних піщаних дюнах ростуть ліси італійської сосни (Pinus pinea), а в горах Сардинії зустрічаються ліси приморської сосни (Pinus pinaster). 
Ліси регіону Апулія, розташованого на південному сході Італії, вирізняються наявністю різновидів дубів, характерних для Східного Середземномор'я, а саме македонських дубів (Quercus trojana) та грецьких дубів (Quercus ithaburensis subsp. macrolepis). Також в них зустрічаються більш поширені кам'яні дуби (Quercus ilex), пухнасті дуби (Quercus pubescens), кермесові дуби (Quercus coccifera), коркові дуби (Quercus suber), оливкові дерева (Olea europaea) та ріжкові дерева (Ceratonia siliqua). Крім того, в цьому регіоні ростуть значні ліси алепських сосен (Pinus halepensis).
На островах Далмації переважають алепські сосни (Pinus halepensis), кермесові дуби (Quercus coccifera) та кам'яні дуби (Quercus ilex), а також пухнасті дуби (Quercus pubescens), бурґундські дуби (Quercus cerris), східні граби (Carpinus orientalis), білоцвітні ясени (Fraxinus ornus), звичайні рай-дерева (Cotinus coggygria), звичайні держи-дерева (Paliurus spina-christi) та європейські церциси (Cercis siliquastrum). Також на них зустрічається реліктовий ендемічний підвид чорної сосни (Pinus nigra subsp. dalmatica).
На острові Мальта зростає одна з двох реліктових європейських популяцій берберійських туй (Tetraclinis articulata), поширених переважно в регіоні Магрибу в Північній Африці.
Екорегіон є домом для великої кількості різноманітних видів рослин. На Сардинії росте 2054 види рослин, з яких 206 є ендемічними, на островах Далмації росте 2700 видів, з яких 179 є ендемічними. Загалом близько 10 % видів від загальної флори регіону є ендеміками. В екорегіоні зустрічається ряд реліктових видів. Крім вищенаведених Tetraclinis articulata, Quercus ithaburensis subsp. macrolepis та Pinus nigra subsp. dalmatica, до них також слід віднести східний платан (Platanus orientalis), серцеподібну вільху (Alnus cordata), конусовидний чебрець (Thymus capitatus) та лікарський стиракс (Styrax officinalis). Також в регіоні росте значна кількість рідкісних рослин, віднесених до національних Червоних книг, зокрема грецька шавлія (Salvia fruticosa), велика шавлія (Salvia brachypodon), далматські дзвоники (Portenschlagiella ramosissima), стрілолистий селезінник (Asplenium sagittatum), чотириплямистий зозулинець (Orchis quadripunctata), адріатичні півники (Iris adriatica), далматський журавець (Geranium dalmaticum) та жорсткий молочай (Euphorbia rigida).

## Фауна
Екорегіон вирізняється значним фауністичним різноманіттям. У лісах Сардинії та Корсики живуть дві рідкісні, ендемічні травоїдні тварини — муфлон (Ovis aries musimon) та корсиканський благородний олень (Cervus elaphus corsicanus). В регіоні мешкають такі рідкісні хижі птахи, як білоголовий сип (Gyps fulvus), підсоколик Елеонори (Falco eleonorae), ланер (Falco biarmicus), коротконогий яструб (Accipiter brevipes) та яструбиний орел-карлик (Hieraaetus fasciatus). Сардинська кропив'янка (Curruca sarda) є ендеміком екорегіону.
На Сардинії та в інших частинах екорегіону також добре представлені ендемічні види земноводних і плазунів. В Далмації описано 13 ендемічних підвидів далматської стінної ящірки (Podarcis melisellensis), кожен з яких мешкає на окремому невеликому острові. Також на островах Далмації мешкає велика кількість рідкісних видів метеликів, зокрема Leptidea duponcheli, Papilio alexanor, Parnassius apollo, Phengaris nausithous, Coenonympha oedippus, Allancastria cerisyi та Amata phegea

## Збереження
Екорегіон втратив більшу частину свого лісового покриву внаслідок розвитку сільського господарства, випасу худоби та розвитку міст. Однак значні соснові та дубові лісові масиви досі покривають великі території островів Далмації. Екорегіон також вирізняється напівприродним лісопасовищним ландшафтом, типовим для острова Сардинія, основу якого складають ліси коркового дуба. Історично вони являли собою дуже ефективні та раціональні багатоцільові господарства, адаптовані до несприятливих умов навколишнього середовища, викликаних низькою якістю ґрунтів і суворим кліматом.
Оцінка 2017 року показала, що 16 489 км², або 21 % екорегіону, є заповідними територіями. Природоохоронні території включають: Національний парк Везувій, Національний парк архіпелагу Ла-Маддалена, Національний парк Азінара, Національний парк Чіленто, Валло-ді-Діано і Альбурні, Національний парк Дженнардженту та Національний парк Пантеллерія в Італії, а також Національний парк Корнати та Національний парк Млєт в Хорватії.